# Miguel Barbosa Huerta
Pour les articles homonymes, voir Barbosa et Huerta (homonymie).
Luis Miguel Gerónimo Barbosa Huerta, né le 30 septembre 1959 à Zinacatepec (Puebla) et mort le 13 décembre 2022 à Mexico, est un homme politique mexicain. Membre du Mouvement de régénération nationale (Morena) depuis 2017, il est gouverneur de l’État de Puebla de 2019 à 2022.
Au cours de son parcours politique, il dirige le Parti de la révolution démocratique (PRD) dans l’État de Puebla entre 1998 et 2000, avant de devenir député de 2000 à 2003. Il est élu sénateur en 2012, préside le groupe parlementaire du PRD de 2012 à 2017 puis le Sénat de 2014 à 2015.

## Biographie

### Famille et formation
Luis Miguel Gerónimo Barbosa Huerta naît le 30 septembre 1959 à Zinacatepec, une commune rurale du sud-ouest de l’État de Puebla, troisième d'une fratrie de cinq fils. Sa famille vit dans cette commune pendant dix ans avant de déménager à Tehuacán, deuxième ville de l'État.
Il étudie le droit à l'Université nationale autonome du Mexique (UNAM) à Mexico de 1979 à 1983. Il fonde ensuite un cabinet d'avocats à Tehuacán et y travaille jusqu'en 2000.
Il est marié et a deux enfants. Il souffre d'un diabète sucré et, en novembre 2013, à la suite d'une infection au pied droit ayant entraîné un sepsis, il est amputé de cette extrémité,. Il est depuis particulièrement impliqué dans la prévention de cette maladie auprès des Mexicains.

### Débuts en politique
Miguel Barbosa Huerta accède à la présidence du Parti de la révolution démocratique (PRD) dans l’État de Puebla et intègre le conseiller national du parti en 1998, où il reste jusqu'en 2000. Il est alors élu député fédéral pour le PRD sur la liste par représentation proportionnelle.
Au sein du parti, il est élu coordinateur national du courant Nouvelle gauche en 2008 et occupe ce poste jusqu'en 2012. Cette même année, il est choisi pour être tête de liste nationale du PRD pour les élections sénatoriales par la voie plurinominale. Il est élu et peu de temps après devient président du groupe parlementaire du PRD. Il occupe ces fonctions à partir de la LXIIe législature, et jusqu'au 13 mars 2017, date à laquelle il démissionne.
Après avoir réussi à obtenir le soutien des sénateurs de toutes les forces politiques, Miguel Barbosa Huerta est élu président du Sénat de la République pour la période du 1er septembre 2014 au 31 août 2015. Fait historique sans précédent dans l'histoire du Mexique, un parti de gauche préside alors simultanément le Sénat et la Chambre des députés.
Le 23 octobre 2017, le Mouvement de régénération nationale (Morena), récemment créé par Andrés Manuel López Obrador, le nomme coordinateur organisationnel du parti dans l’État de Puebla. 

### Gouverneur de Puebla
Miguel Barbosa Huerta se porte une première fois candidat à l'élection gouvernatoriale de l’État de Puebla pour la coalition Ensemble nous ferons l'Histoire lors des élections de l'État de 2018, qu'il perd face à Martha Érika Alonso du Parti action nationale. À la suite de la mort accidentelle de cette dernière, il est de nouveau candidat pour l'élection extraordinaire de juin 2019 à la tête d'une coalition différente rassemblant Morena, le parti du travail et le parti vert écologiste du Mexique, dont il sort vainqueur avec 44 % des suffrages exprimés, mais près de 70 % d'abstention,. Étant donné ce taux d'abstention, il est le gouverneur de cet État élu avec le soutien populaire le plus faible des deux dernières décennies.
Il prend ses fonctions le 1er août 2019. Dans son discours d'investiture, il accuse un précédent gouverneur, Rafael Moreno Valle du Parti action nationale (mort dans le même accident que son épouse Martha Alonso), d'avoir laissé l'État de Puebla avec une dette de plus de 44 milliards de pesos (environ 2 milliards d'euros).

## Mort
Il meurt à 63 ans d'un infarctus du myocarde le 13 décembre 2022 à Mexico.